# Jorge Olave
Jorge Olave (Bogotá, 28 de noviembre de 1953 - Ib., 28 de septiembre de 2013) fue un escultor colombiano. Irrumpe en el arte nacional en la ciudad de Bogotá a mediados de los años 1990, donde desarrolló un trabajo escultórico en el barrio La Candelaria, involucrando las calles del sector en las que instaló 33 esculturas de tamaño natural en balcones, techos y ventanas de las casas de este sector. El éxito de estas esculturas se fue amplificado en sitios como el Parque Polideportivo el Salitre, la Plaza del Chorro de Quevedo, y el Ecoparque de Sierra Morena en Ciudad Bolívar. Sus obras además de encontrarse en Colombia, también se encuentra en México, Francia, Canadá, Estados Unidos, El Salvador, Venezuela y Alemania.
Entre sus últimas participaciones artísticas se encuentra la firma de un proyecto dentro de la localidad de chapinero para crear la primera Galería Urbana Nocturna de la ciudad de Bogotá utilizando las rejas de los locales comerciales de la zona y que se esperaba comprendería gran parte de la carrera 13 de la calle 49 a la 64. Tal proyecto esperaba firmarse en el mes de noviembre del año 2013.
El sábado 28 de septiembre de 2013 en horas de la tarde, el cuerpo del artista fue hallado sin vida por uno de sus familiares. Según informe pericial del Instituto de Medicina Legal, la muerte de Olave fue violenta y todos los indicios apuntan a que se produjo en medio de un infame intento de robo. Su muerte se encuentra aun sin resolver.

## Estudios
Estudió arte  y diseño en Ciudad de México y New York. 
- 1970 - Dibujo y Pintura, Escuela Arte de Bogotá.
- 1976 - Grabado. Universidad de Guadalajara, México.
- 1978 - Escenografía. Association of Spanish Arts. New York, USA.
- 1979 - Dibujo. Liga de estudiantes de arte de Nueva York, USA. .
- 1979 - 1982 Director del Taller de Serigrafía. Hispanic Museum of Modern Art, New York, USA.

## Exposiciones
- 1975 - Galería La Gruta, Bogotá.
- 1976 - La Galerie, Bogotá.
- 1977 - Galería La Rebeca, Bogotá.
- 1978 - De Mena Gallery, Nueva York, USA.
- 1979 - Art 4 Gallery, Nueva York, USA.
- 1981 - Graphic Center, Ottawa, Canadá.
- 1982 - Renes Gallery, Nueva York, USA.
- 1983 - Galería Avianca, Museo Rayo, Roldanillo.
- 1984 - 19 Studio Gallery, Museo de Arte.
- 1985 - Koubek Center Miami University, Miami.
- 1987 - Colombian Center, Miami.
- 1988 - Kelin Gallery, West Palm Beach.
- 1990 - Iber Arte Galería, Bogotá.
- 1991 - Galería Villa Nueva, Medellín

## Participación en exposiciones
- 1979 - S.A.A. Gallery, Performance, Nueva York.
- 1981 - Central Park, Performance, Nueva York .
- 1983 - Main Hall, New York University, Nueva York.
- 1985 - 1986 Reinado Nacional del Cuchuco, Bogotá.
- 1988 - El Candidato del Pueblo, Bogotá.